# 赤瀬駅
赤瀬駅（あかせえき）は、熊本県宇土市赤瀬町にある、九州旅客鉄道（JR九州）三角線（あまくさみすみ線）の駅である。
海際の山中に存在し、かつて近隣の赤瀬海水浴場が賑わっていた頃は、夏季の乗降客は多かったが、現在は年間を通して利用者は少ない。

## 歴史
- 1907年（明治40年）8月5日：赤瀬簡易停車場として鉄道院が開設[1]（海水浴客のための停車場。季節営業）[2]。
- 1909年（明治42年）10月16日：簡易停車場から仮停車場となる[1][2]。
- 1941年（昭和16年）1月1日：仮停車場から駅となる[1][2]。
- 1953年（昭和28年）5月1日：小荷物取扱開始（配達取次は無し）[3]。
- 1962年（昭和37年）4月1日：業務委託駅となる（日本交通観光社に委託）[4]。
- 1973年（昭和48年）9月20日：小荷物取扱廃止[5]。無人駅となる[6]。
- 1987年（昭和62年）4月1日：国鉄分割民営化によりJR九州が継承[2]。

## 駅構造
単式ホーム1面1線を有する地上駅。2012年4月現在、ホームが一部嵩上げされており、バリアフリー化されている箇所がある。駅舎はすでに撤去されておりホームと待合所のみがある。待合所には駅ノートが設置されている。
無人駅であり駅員はいないが名誉駅長指定駅となっている（名誉駅長を紹介するプレートは設置されていない）。

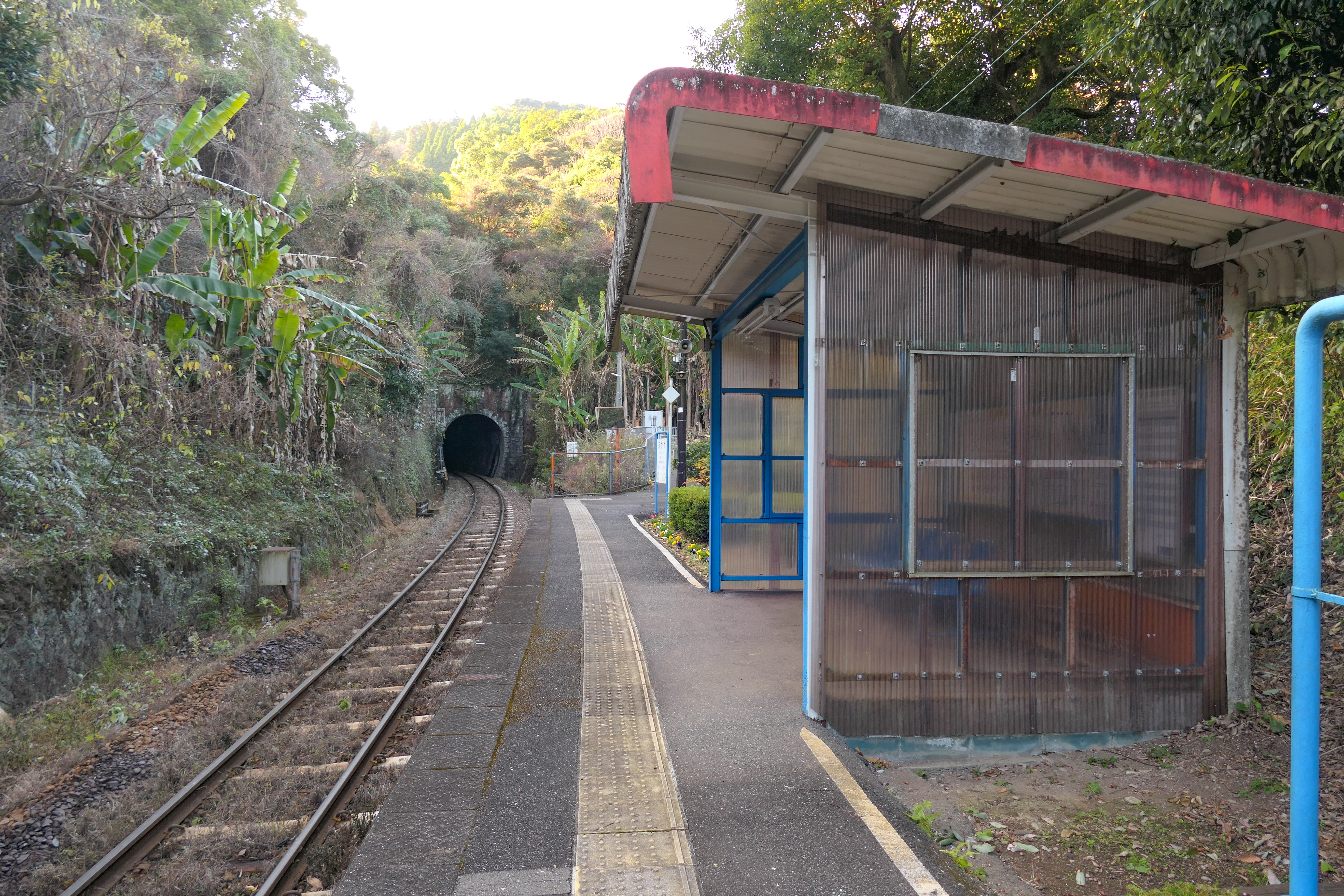
ホーム（2022年1月）
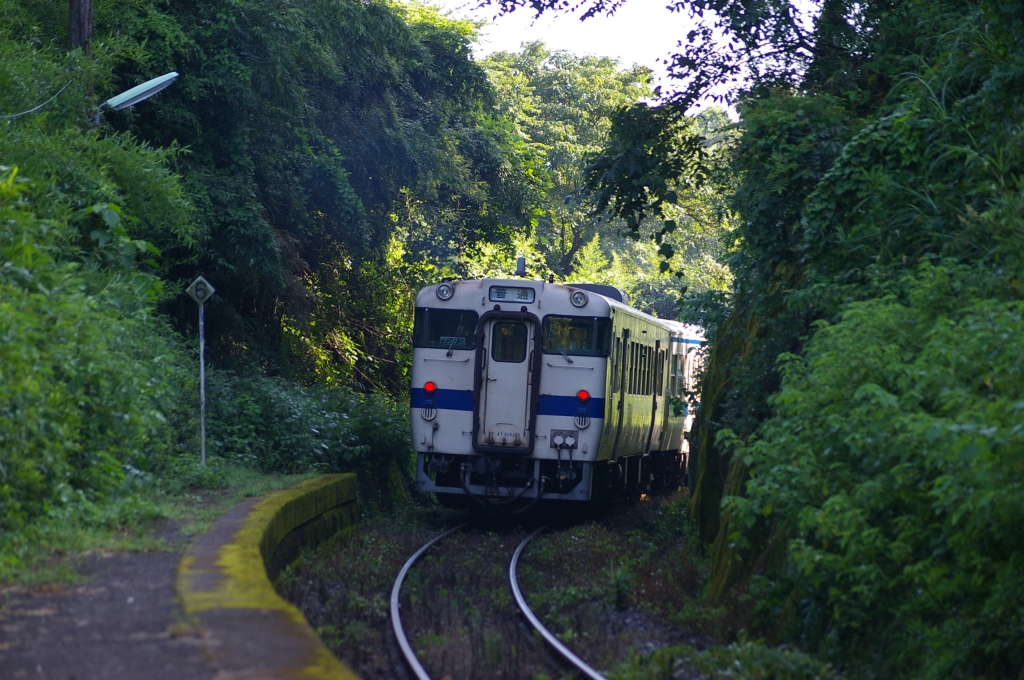
赤瀬駅を発車した列車

## 駅周辺
この辺りは海ぎりぎりまで山が迫っている。当駅もそのような山中にあるため、海沿いの国道57号から急な坂道を登らねばならない。かつて石打ダム駅が無かった頃は、同駅周辺の住民が線路を歩いて当駅まで来ていたと言うエピソードがある。なお、駅から集落内の道を200 m程下ると国道57号に出る。右方向に100 m程の所に産交バス「赤瀬」停留所がある（バスに関する情報は後述）。
- 国道57号
- 赤瀬海水浴場[1]
- 赤瀬鉱泉

### バス路線
国道57号に「赤瀬」停留所があり、産交バスの路線が発着する。
産交バス
- 三角宇土駅線

三角産交行き / 宇土駅前行き
※日曜祝日は運休

## その他
- 1998年（平成10年）春の青春18きっぷのポスターに登場した[7]。

## 隣の駅
九州旅客鉄道（JR九州）
■あまくさみすみ線（三角線）
網田駅 - 赤瀬駅 - 石打ダム駅